# 476 v. Chr.
Portal Geschichte | Portal Biografien | Aktuelle Ereignisse | Jahreskalender | Tagesartikel

◄ |
6. Jahrhundert v. Chr. |
5. Jahrhundert v. Chr. |
4. Jahrhundert v. Chr. |
►

◄ | 490er v. Chr. | 480er v. Chr. | 470er v. Chr. | 460er v. Chr. |
450er v. Chr. |
►

◄◄ | ◄ | 479 v. Chr. | 478 v. Chr. | 477 v. Chr. | 476 v. Chr. |
475 v. Chr. |
474 v. Chr. |
473 v. Chr. |
► |
►►

## Ereignisse

### Politik und Weltgeschehen

#### Griechenland
Leotychidas II., König von Sparta, wird um 476 auf einen Feldzug gegen die perserfreundlich gesinnten Aleuaden geschickt. Da er unverrichteter Dinge wieder heimkehrt, wird er wegen des Verdachts der Bestechlichkeit angeklagt. Er flüchtet vor seiner Bestrafung nach Tegea. 

#### Griechische Kolonien in Italien
Anaxilas, Tyrann von Rhegion und Messana, ernennt kurz vor seinem Tod seinen treuen Diener Mikythos zum Vormund seiner unmündigen Söhne und Regenten seines Reichs. 

#### Kaiserreich China
Zwischen 481 und 475 v. Chr. erfolgt im Kaiserreich China der Zhou-Dynastie gemäß der Geschichtsschreibung ein langsamer Übergang von der Zeit der Frühlings- und Herbstannalen zur Zeit der Streitenden Reiche.

### Kultur

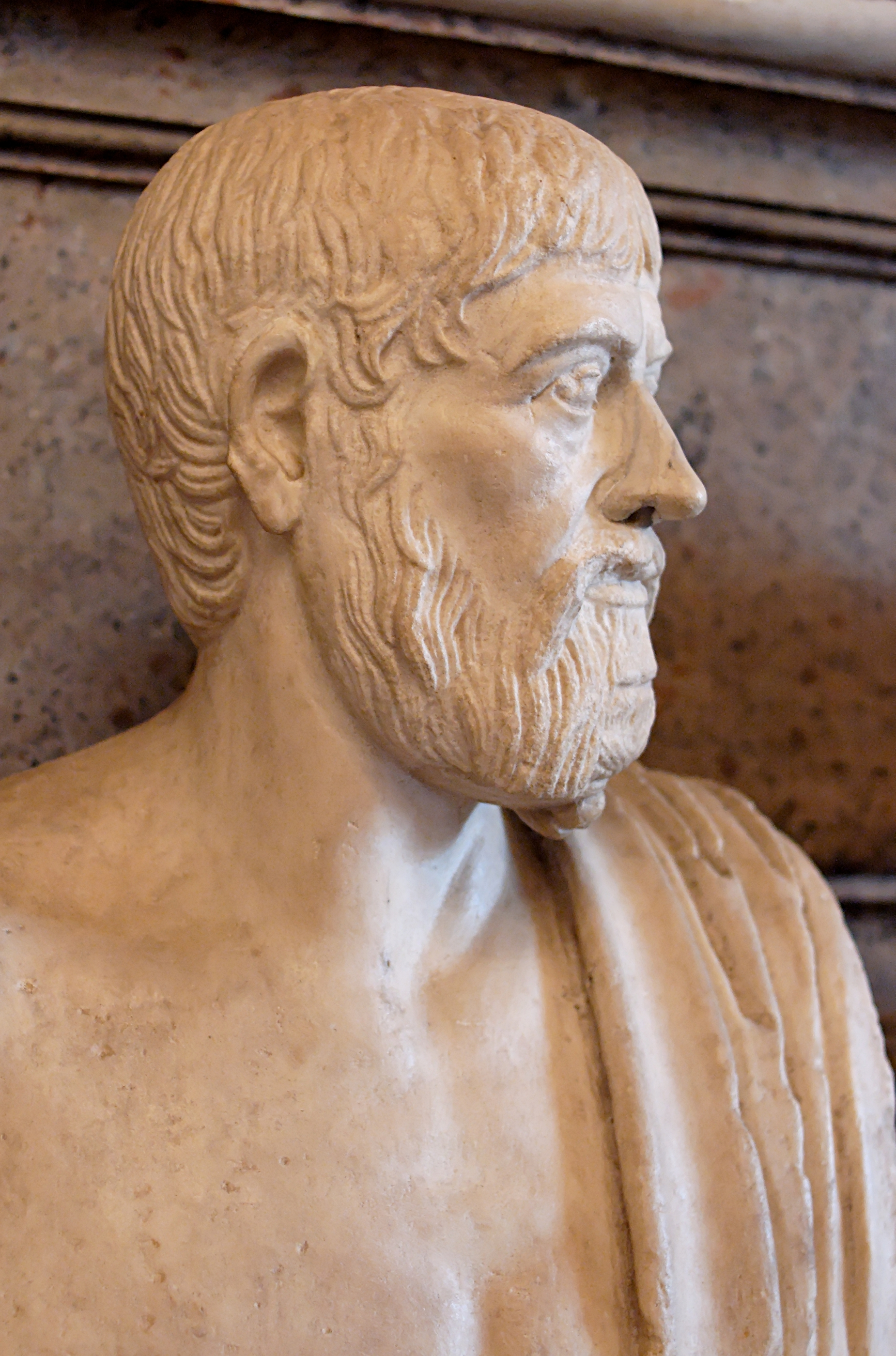
Pindar, Nachbildung aus römischer Zeit nach einem griechischen Original aus dem 5. Jahrhundert v. Chr.

Der griechische Lyriker Pindar besucht Sizilien. An den Höfen der kunstsinnigen Tyrannen Hieron I. von Syrakus und Theron von Akragas lernt er unter anderem Simonides von Keos und Bakchylides kennen, die später wie er zum Kanon der neun Lyriker gezählt werden.
Die griechischen Dichter Bakchylides und Pindar besingen den Sieg des Hieron bei den Olympischen Spielen.

### Sport
- Theogenes aus Thasos gewinnt den Pankration bei den 76. Olympischen Spielen.
- Tyrann Theron von Akragas siegt im Thetrippon bei den Olympischen Spielen, Hieron I. von Syrakus siegt im Zweigespann.
- Euthymos von Lokroi gewinnt ein zweites Mal den Faustkampf.

## Gestorben
- Anaxilas, Tyrann von Rhegion und Messana
- Jing, König der Östlichen Zhou-Dynastie in China